# Enzersfeld im Weinviertel
Enzersfeld im Weinviertel é um município da Áustria localizado no distrito de Korneuburg, no estado de Baixa Áustria.